# لیگ دسته چهارم فوتبال ایران ۰۴–۱۴۰۳
لیگ دسته چهارم فوتبال ایران ۰۴–۱۴۰۳، پنجمین سطح لیگ‌های فوتبال در ایران در فصل ۰۴–۱۴۰۳ پس از لیگ برتر، لیگ آزادگان و لیگ ۲ و لیگ۳ است.
مسابقات امسال با برای اولین بار تحت عنوان لیگ دسته چهار کشور برگزار شد. و تیم‌های مرحله اول لیگ دسته سوم سال پیش با عنوان لیگ دسته چهارم بازی کنند.

### تیم های حاضر
این مسابقات در تاریخ ۹ آبان ۱۴۰۳ قرعه‌کشی شد.

### نحوه برگزاری
مسابقات در ۶ گروه ۱۰تیمی متشکل از ۶۰ تیم برگزار می شود.و از هر گروه ۲ تیم به لیگ دسته سوم فوتبال ایران صعود خواهند کرد.و از هر گروه ۵ تیم به لیگ های استانی سقوط می کنند.
| ردیف | گروه | تیم                     | گروه | تیم                     | گروه | تیم                 | گروه | تیم                                | گروه | تیم                | گروه | تیم                 |
| ---- | ---- | ----------------------- | ---- | ----------------------- | ---- | ------------------- | ---- | ---------------------------------- | ---- | ------------------ | ---- | ------------------- |
| ۱    | ۱    | سرس گرگان               | ۲    | پرواز ب سیمرغ مازندران  | ۳    | مهدیه تبریز         | ۴    | نماینده خلخال                      | ۵    | نفت لنده           | ۶    | ستارگان آباده فارس  |
| ۲    | ۱    | امیران دامغان           | ۲    | شهید ابراهیم هادی البرز | ۳    | شهرداری اردبیل      | ۴    | عقاب تبریز                         | ۵    | شرهانی دهلران      | ۶    | کوروش بزرگ زابل     |
| ۳    | ۱    | آماد نزاجا تهران        | ۲    | تارا فولاد چرمیهن       | ۳    | ستاره ساز زنجان     | ۴    | نوروز لاوان بوکان                  | ۵    | ایرانجوان خورموج   | ۶    | مس نوین رفسنجان     |
| ۴    | ۱    | مهرداد نوین ترشیز کاشمر | ۲    | تهران جوان              | ۳    | پاس دلاوران تهران   | ۴    | یزدان مهر معینی قزوین              | ۵    | نفت اهواز          | ۶    | سیبه کوخرد بستک     |
| ۵    | ۱    | پشتیبانی نزاجا مشهد     | ۲    | مقاومت بسیج تهران       | ۳    | مهریاران حافظ تهران | ۴    | لایف مریوان                        | ۵    | استقلال ملاثانی    | ۶    | ستارگان مکران       |
| ۶    | ۱    | ابر شهر نیشابور         | ۲    | نارنجی پوشان پاکدشت     | ۳    | احسان شهر ری        | ۴    | فجر قزوین                          | ۵    | پارسیان دزفول      | ۶    | استقلال اهواز       |
| ۷    | ۱    | پاسارگاد شیروان         | ۲    | کیان محمودآباد          | ۳    | هدف دشت طلایی تهران | ۴    | رادین نود خرم‌آباد                  | ۵    | سپاهان نوین ایذه   | ۶    | جامع شهرستان قاینات |
| ۸    | ۱    | گسترش نوین بهارستان     | ۲    | پردیسان شهررضا          | ۳    | دنیای طیور ابهر     | ۴    | اروم کیا ارومیه                    | ۵    | ابوذر باشت گچساران | ۶    | شاهین کرمان         |
| ۹    | ۱    | ملوان تهران             | ۲    | استقلال جنوب تهران      | ۳    | پاس گیلان           | ۴    | میزرا کوچک صومعه‌سرا                | ۵    | گسار جبری بوشهر    | ۶    | اتحاد معین یزد      |
| ۱۰   | ۱    | ارمغان صبا گلستان       | ۲    | شهرداری قائمشهر         | ۳    | مقاومت تبریز        | ۴    | سرخ جامگان ساوالان یوردوم مشگین‌شهر | ۵    | دارایی خشت         | ۶    | ستاره آبی کازرون    |

### شمار تیم‌ها در هر استان
۶۰ تیم زیر در لیگ دسته چهارم فوتبال ایران (فصل ۰۴–۱۴۰۳) حاضر هستند.
| استان               | تعداد تیم‌ها | |
| ------------------- | ----------- | --- |
| تهران               | ۱۱          | آماد نزاجا تهران، گسترش نوین بهارستان، ملوان تهران، تهران جوان، مقاومت بسیج تهران، نارنجی پوشان پاکدشت، پاس دلاوران تهران، مهر یاران حافظ تهران، احسان شهر ری، هدف دشت طلایی تهران، استقلال جنوب تهران |
| خوزستان             | ۵           | نفت اهواز، استقلال ملاثانی، پارسیان دزفول، استقلال اهواز، سپاهان نوین ایذه |
| مازندران            | ۳           | سیمرغ پرواز مازندران، کیان محمودآباد، شهرداری قائمشهر |
| خراسان رضوی         | ۳           | مهرداد نوین ترشیز کاشمر، پشتیبانی نزاجا مشهد، ابر شهر نیشابور |
| آذربایجان شرقی      | ۳           | مهدیه تبریز، مقاومت تبریز، عقاب تبریز |
| اردبیل              | ۳           | شهرداری اردبیل، نماینده خلخال، سرخ پوشان ساوالان یوردوم مشگین‌شهر |
| فارس                | ۳           | دارایی خشت، ستارگان آباده فارس، ستاره آبی کازرون |
| گلستان              | ۲           | سرس گرگان، ارمغان صبا گلستان |
| اصفهان              | ۲           | تارا فولاد چرمیهن، پردیسان شهرضا |
| زنجان               | ۲           | ستاره ساز زنجان، دنیای طیور ابهر |
| گیلان               | ۲           | پاس گیلان، میرزا کوچک صومعه سرا |
| آذربایجان غربی      | ۲           | نوروز لاوان بوکان، اروم کیا ارومیه |
| قزوین               | ۲           | یزدان مهر معینی قزوین، فجر قزوین |
| کهگیلویه و بویراحمد | ۲           | نفت لنده، ابوذر باشت گچساران |
| کرمان               | ۲           | مس نوین رفسنجان، شاهین کرمان |
| سیستان و بلوچستان   | ۲           | کوروش بزرگ زابل، ستارگان مکران |
| سمنان               | ۱           | امیران دامغان |
| هرمزگان             | ۱           | سیبه کوخرد بستک |
| خراسان شمالی        | ۱           | پاسارگاد شیروان |
| البرز               | ۱           | شهید ابراهیم هادی البرز |
| کردستان             | ۱           | لایف مریوان |
| لرستان              | ۱           | رادین نود خرم‌آباد |
| ایلام               | ۱           | شرهانی دهلران |
| بوشهر               | ۱           | گسار جبری بوشهر |
| خراسان جنوبی        | ۱           | جامع شهرستان قاینات |
| یزد                 | ۱           | اتحاد معین یزد |

## همچنین ببینید
- لیگ برتر فوتبال ایران ۰۴–۱۴۰۳
- لیگ آزادگان ۰۴–۱۴۰۳
- لیگ دسته سوم فوتبال ایران ۰۴-۱۴۰۳
- جام حذفی فوتبال ایران ۰۴–۱۴۰۳
- سوپر جام فوتبال ایران ۱۴۰۳